# Приазовський краєзнавчий музей
Приазовський краєзнавчий музей — основний музей у Приазовському районі Запорізької області.
В музеї міститься галерея картин місцевого художника Зюзіна О. К., на полотнах якого відкриваються чарівні куточки рідного Приазов'я. У виставковому залі — експозиції про славетні сторінки життя прославлених земляків: двічі Героя Радянського Союзу Петрова В. С., Героїв Радянського Союзу Реви І. М., Кузьменка І. П., Воротинцева М. П., Холодного Г. С., всесвітньо відомих мандрівників — братів Федора та Павла Конюхових, гордість української літератури Міщенко Д. О.
Матеріали першого залу охоплюють історію заселення краю, в експозиції якого ви ознайомитесь з історією українського глечика, російського самовару, болгарського бекира (мідне відро), албанської тапси для виготовлення смачної петули, а також з історією життя видатних людей цих народів: Віхляєва І. І., Христо Ботева, Орманджи К. С.
Одним з основних напрямків діяльності музею є збір пам'яток історії та культури, організація їх обліку і збереження. В музейному фонді районного музею налічується 2080 експонатів основного фонду. При музеї діє інформаційний центр з питань туризму.
Відповідно до реєстру інвестиційних пропозицій щодо розвитку туристично-курортної галузі Запорізької області в 2008 р. у музеї передбачалося зробити реконструкцію та реекспозицію, а також облаштувати автостоянку.
Музей військового спрямування, у якому зокрема містяться біографії воїнів Другої світової війни з Приазовського району та на їх досягненнях. Також в музеї містяться відомості про осіб, які відзначилися в певній галузі.